# Ленк (Берн)
Ленк (нім. Lenk) — громада  в Швейцарії в кантоні Берн, адміністративний округ Оберзімменталь-Заанен.

## Географія
Громада розташована на відстані близько 55 км на південь від Берна.
Ленк має площу 123,1 км², з яких на 2% дозволяється будівництво (житлове та будівництво доріг), 36,4% використовуються в сільськогосподарських цілях, 23,1% зайнято лісами, 38,5% не є продуктивними (річки, льодовики або гори).

## Демографія
2019 року в громаді мешкало 2324 особи (-3,1% порівняно з 2010 роком), іноземців було 12,2%. Густота населення становила 19 осіб/км².
За віковим діапазоном населення розподілялося таким чином: 18,3% — особи молодші 20 років, 56,9% — особи у віці 20—64 років, 24,7% — особи у віці 65 років та старші. Було 1069 помешкань (у середньому 2,1 особи в помешканні).
Із загальної кількості 1735 працюючих 289 було зайнятих в первинному секторі, 376 — в обробній промисловості, 1070 — в галузі послуг.